# Howardville (Missouri)
Howardville ist eine Kleinstadt im New Madrid County, das im Südosten des US-amerikanischen Bundesstaates Missouri liegt. Die Stadt liegt unweit des Mississippi River. Das U.S. Census Bureau hat bei der Volkszählung 2020 eine Einwohnerzahl von 277 ermittelt.

## Geografie
Howardville liegt auf 36°34'03" nördlicher Breite und 89°35'56" westlicher Länge. Die Stadt erstreckt sich über 0,6 km², die ausschließlich aus Landfläche bestehen.
Howardville liegt etwa 2 km westlich des Mississippi River, der an diesem Flussabschnitt die Grenze zum Staat Kentucky bildet.
Durch Howardville führen die U.S. Highways 61 und 62 auf einem gemeinsamen Streckenabschnitt. Am Ostrand des Ortes verläuft die von Chicago über St. Louis und Memphis führende Interstate 55.
Howardville liegt 7 km westlich von New Madrid. Über die Interstate 55 in nördlicher Richtung erreicht man St. Louis nach 270 km, in südlicher Richtung ist Memphis 193 km entfernt.

## Demografische Daten
Bei der Volkszählung im Jahr 2000 wurde eine Einwohnerzahl von 342 ermittelt. Diese verteilten sich auf 133 Haushalte in 88 Familien. Die Bevölkerungsdichte lag bei 574,1/km². Es gab 158 Gebäude, was einer Bebauungsdichte von 265,2/km² entspricht.
Die Bevölkerung bestand im Jahr 2000 aus 7,02 % Weißen und 92,40 % Afroamerikanern. 0,58 % gaben an, von beiden Gruppen abzustammen. 1,42 % der Bevölkerung bestand aus Hispanics, die beiden genannten Gruppen angehörten.
33,9 % waren unter 18 Jahren, 13,2 % zwischen 18 und 24, 22,8 % von 25 bis 44, 17,0 % von 45 bis 64 und 13,2 % 65 und älter. Das durchschnittliche Alter lag bei 27 Jahren. Auf 100 Frauen kamen statistisch 82,9 Männer, bei den über 18-Jährigen 69,9.
Das durchschnittliche Einkommen pro Haushalt betrug 9.671 $, das durchschnittliche Familieneinkommen $11.389. Das Einkommen der Männer lag durchschnittlich bei 23.750 $, das der Frauen bei 16.023 $. Das Pro-Kopf-Einkommen belief sich auf 6.588 $. Rund 63,0 % der Familien und 58,5 % der Gesamtbevölkerung lagen mit ihrem Einkommen unter der Armutsgrenze.